# 賴皮納
賴皮納是愛沙尼亞珀爾瓦縣賴皮納市鎮的非独立市及行政中心，位於該國東南部的沃漢杜河下游，距離塔爾圖64公里。其面積為3.7平方公里，2020年人口2,118。

## 外部連結
- 赖皮纳市镇官方网站 （愛沙尼亞語）